# Cuatro Tercios

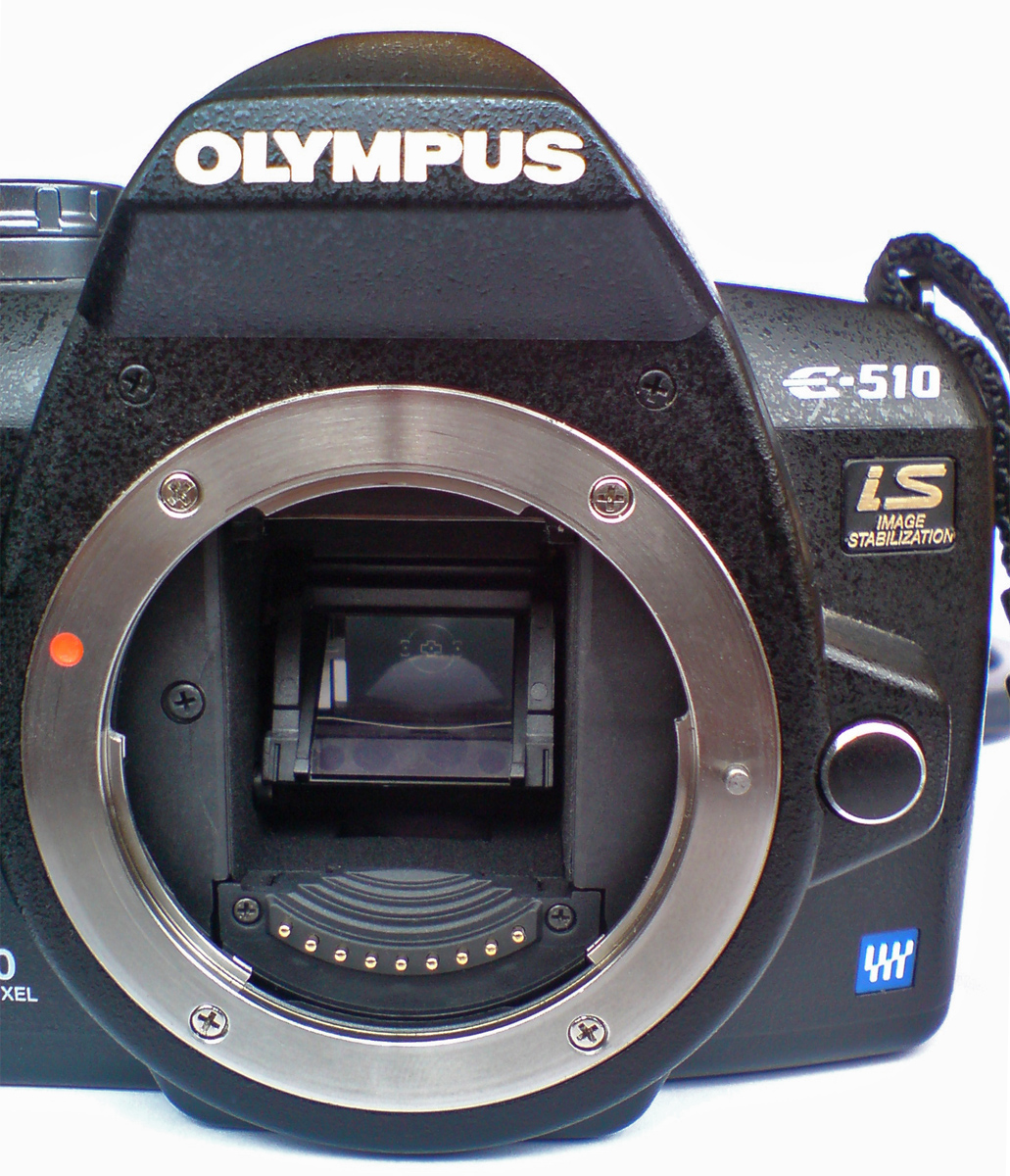
cámara Olympus del sistema Cuatro Tercios

El sistema Cuatro Tercios (Four Thirds System) es una norma de fabricación, creado por Olympus y Kodak en 2001, para cámaras de fotos digitales DSLR. El sistema provee un estándar abierto que permite intercambiar objetivos y cuerpos de diferentes fabricantes.
A diferencia de otros sistemas SLR, el sistema Cuatro Tercios fue diseñado partiendo desde cero. El diseño de los objetivos fue adaptado a los requerimientos de los sensores digitales, notablemente a través de diseños telecéntricos. Las ventajas del sistema permiten teleobjetivos más compactos (un teleobjetivo 300 mm de longitud focal en Cuatro Tercios cubre un ángulo de visión muy similar a un teleobjetivo de 600 mm de longitud focal en una película de 35mm) y mejoran la forma en que la luz llega al sensor.
El tamaño del sensor es más pequeño que el usado en otras cámaras de 35mm. El tamaño del sensor normalmente influye en la calidad de la imagen, sin embargo los fabricantes implicados afirman que es posible superar la calidad de la película de 35mm usando el sistema y que las ópticas de más calidad tendrán ventaja sobre los sensores basados en el estándar de los 35mm. 
Los primeros equipos (cámara y objetivos) fueron presentados en 2003.

## Tamaño del sensor y relación de aspecto
Cuatro Tercios es la referencia para el tamaño del sensor de imagen, comúnmente se conoce como tipo 4/3 o sensor tipo 4/3. Estos describen el tipo de sensor, no el tamaño real del área sensible a la luz, que normalmente es mucho más pequeña. El sensor tiene una diagonal de 22,3 mm, no 4/3 de pulgada, que serían 33,87 mm. Tradicionalmente el tamaño nominal de los sensores de captación se ha basado en el método de cálculo que fue introducido con los tubos de vidicón. Cuando se desarrolló el tubo de vidicón, el diámetro del tubo daba nombre al sensor. Desafortunadamente, este acuerdo ha permanecido a pesar de los avances en tecnología digital. Por eso, a día de hoy, la nomenclatura puede inducir a error y mucha gente prefiere usar la palabra "tipo" en vez de "pulgada" cuando se refieren al tamaño de los sensores digitales. Por tanto, el sensor utilizado es un sensor de tipo 4/3 pulgadas.
A veces se afirma que el nombre se refiere también a la relación de aspecto 4/3 utilizada en las cámaras. El lado largo de las fotografías que producen las cámaras Cuatro Tercios es 4/3 (1,33 veces) el largo del lado corto. Esto lo sitúa entre el formato tradicional de película de 35mm (con una relación de aspecto de 1,5) y una película de formato medio 6x6 cm (que tiene una relación de aspecto de 1,0). 
El factor de multiplicación de la distancia focal (para la equivalencia con las cámaras de 35mm) es de 2,0, lo cual significa que un objetivo de 25 mm de longitud focal en el formato 4/3 equivale (en ángulo de visión) a uno de 50 mm en el formato tradicional de 35mm. Otros factores de multiplicación habituales en cámaras digitales DSLR son 1,5-1,6 (sensores tipo APS-C) o incluso 1,0 (sensores tipo "full-frame", formato completo).

## Compañías del consorcio Cuatro Tercios
En el PMA 2006 el consorcio está formado por las siguientes marcas (en orden alfabético):
- Fuji
- Kodak
- Leica
- Olympus
- Panasonic
- Sanyo
- Sigma

## Cámaras Cuatro Tercios

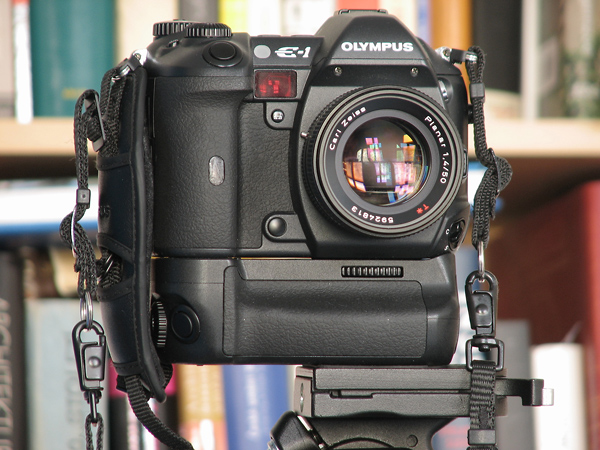
Olympus E-1 + EZ1454 y trípode

De todas las compañías adheridas el consorcio Cuatro Tercio, sólo tres han fabricado cuerpos de cámara:

### Olympus
- Olympus E-1 (noviembre de 2003)
- Olympus E-300(diciembre de 2004)
- Olympus E-500 (septiembre de 2005)
- Olympus E-330 (enero de 2006)
- Olympus E-400 (septiembre de 2006)
- Olympus E-410 (abril de 2007)
- Olympus E-510 (junio de 2007)
- Olympus E-3 (noviembre de 2007)
- Olympus E-420 (mayo de 2008)
- Olympus E-520 (agosto de 2008)
- Olympus E-30 (noviembre de 2008)
- Olympus E-620 (marzo de 2009)
- Olympus E-450 (marzo de 2009)
- Olympus E-600 (agosto de 2009)
- Olympus E-5 (octubre de 2010)

### Panasonic
- Panasonic Lumix DMC-L1(febrero de 2006)
- Panasonic Lumix DMC-L10 (octubre de 2007)

### Leica
- Leica Digilux 3 (septiembre de 2006)

A fecha de junio de 2016, no se prevé la fabricación de nuevos modelos de cámaras ni de objetivos, y Cuatro Tercios se puede considerar un sistema abandonado.
Los principales fabricantes (Olympus y Panasonic) han ido apartando silenciosamente el sistema desde 2009, en favor del Micro Cuatro Tercios. Este hecho fue particularmente evidente desde la presentación en 2013 de la cámara E-M1 de Olympus, ya que se había especulado previamente que podría ser un nuevo modelo para Cuatro Tercios, pero finalmente fue una cámara Micro Cuatro Tercios.

## Objetivos Cuatro Tercios

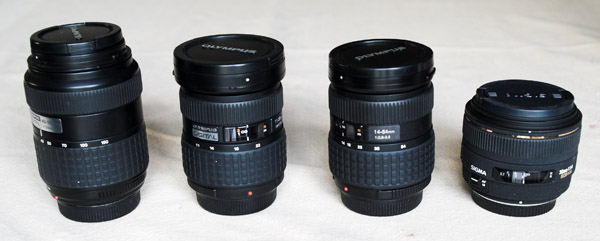
Cuatro objetivos para Cuatro Tercios: tres zoom Olympus (14-150, 11-22 y 14-54 mm) y un estándar Sigma (30 mm)

La montura de objetivo Cuatro Tercios consiste en una bayoneta con distancia focal de brida de 38.67 mm.
Actualmente (2016) hay alrededor de 36 objetivos para el sistema Cuatro Tercios, pero algunos ya no se fabrican, y sólo se pueden adquirir de segunda mano, notablemente los de la marca Sigma.
Una lista de objetivos disponibles para su compra (2016) puede verse en la página web oficial del sistema.

### Olympus
Ha construido un total de 20 objetivos para el sistema Cuatro Tercios, incluyendo reemplazos por nuevos modelos. Las longitudes focales varían desde los 7 hasta los 300 mm, incluyendo macros.

### Sigma
Ha fabricado o adaptado 12 ópticas para el sistema, con un rango entre los 10 y los 800 mm, macros también disponibles.

### Leica
Ha producido 4 lentes para el sistema Cuatro Tercios, cuyas longitudes focales oscilan entre los 14 y 150 mm. Panasonic colaboró en la fabricación de algunos modelos.

## Accesorios Cuatro Tercios
Los accesorios fotográficos fueron fabricados fundamentalmente por Olympus. Algunos ejemplos:
- Flash: modelos FL-36, FL-50, anular RF-11, etc.
- Convertidor: modelos EC-20, EC-14, adaptador MF-1 para objetivos OM antiguos, etc.
- Varios: visores, disparadores, empuñaduras, baterías, estuches, etc.

## Micro Cuatro Tercios
En agosto de 2008 Panasonic y Olympus presentaron el formato Micro Cuatro Tercios que prescinde del espejo (como sucede en las cámaras compactas), pero utiliza objetivos intercambiables (como en las réflex DSLR). Mantiene el tamaño de sensor del Cuatro Tercios convencional, y aunque hay ópticas específicas para el nuevo sistema, pueden usarse las del 4/3 convencional mediante un adaptador. 
La principal ventaja de este sistema es tener cuerpos y objetivos de menor peso y tamaño. La primera cámara Micro Cuatro Tercios fue la Panasonic Lumix G1, presentada en 2008.

## Ventajas e inconvenientes
Las principales ventajas del consorcio Cuatro Tercios, frente a otros sistemas de cámaras DSLR, son:
- Tamaño del equipo: por norma general, tanto las cámaras como los objetivos son más pequeños que sus equivalentes en otros sistemas (APS-C, etc). Esto redunda lógicamente en un menor peso del equipo y su comodidad.
- Calidad de ópticas: por haber sido diseñados desde un principio para digital, los objetivos Cuatro Tercios ofrecen una calidad muy alta. Sin embargo, según se desarrollaron otros sistemas y fabricantes, este hecho ya no es tan significativo.
- Sistema abierto: en teoría, cualquier fabricante puede ofrecer sus equipos, y el cliente no está "cautivo" de ninguna marca en particular. En la práctica, sólo dos fabricantes se implicaron seriamente en el sistema (a junio de 2016).
- Limpieza: el sistema de limpieza del sensor ha resultado ser muy eficiente en este sistema, ocasionando menos averías y gasto en las cámaras.

Respecto a los inconvenientes, se pueden citar:
- Profundidad de campo: resulta mucho más grande en Cuatro Tercios que en otros sistemas que poseen sensores o películas con mayor tamaño. En concreto, se pierden dos pasos de apertura de diafragma, es decir, para conseguir la misma profundidad de campo reducida que f4 en 35mm, en Cuatro Tercios se debe seleccionar f2, que no está disponible en muchos objetivos. Este hecho afecta negativamente a la fotografía creativa, por el uso del desenfoque selectivo.
- Disponibilidad de equipos y accesorios: puesto que sólo dos fabricantes se implicaron de forma decidida en el sistema, y ambos decidieron abandonarlo paulatinamente desde 2009, la disponibilidad de equipos no fue tan extensa como se previó inicialmente.
- Ruido en el sensor: al tener un sensor más pequeño (junto a otra serie de características del mismo), éste tiende a producir más ruido en sensibilidades ISO altas (400, 800, 1600, etc) que en otros sistemas. Como efecto secundario, el rango dinámico también se ve reducido.